# Kellin Quinn

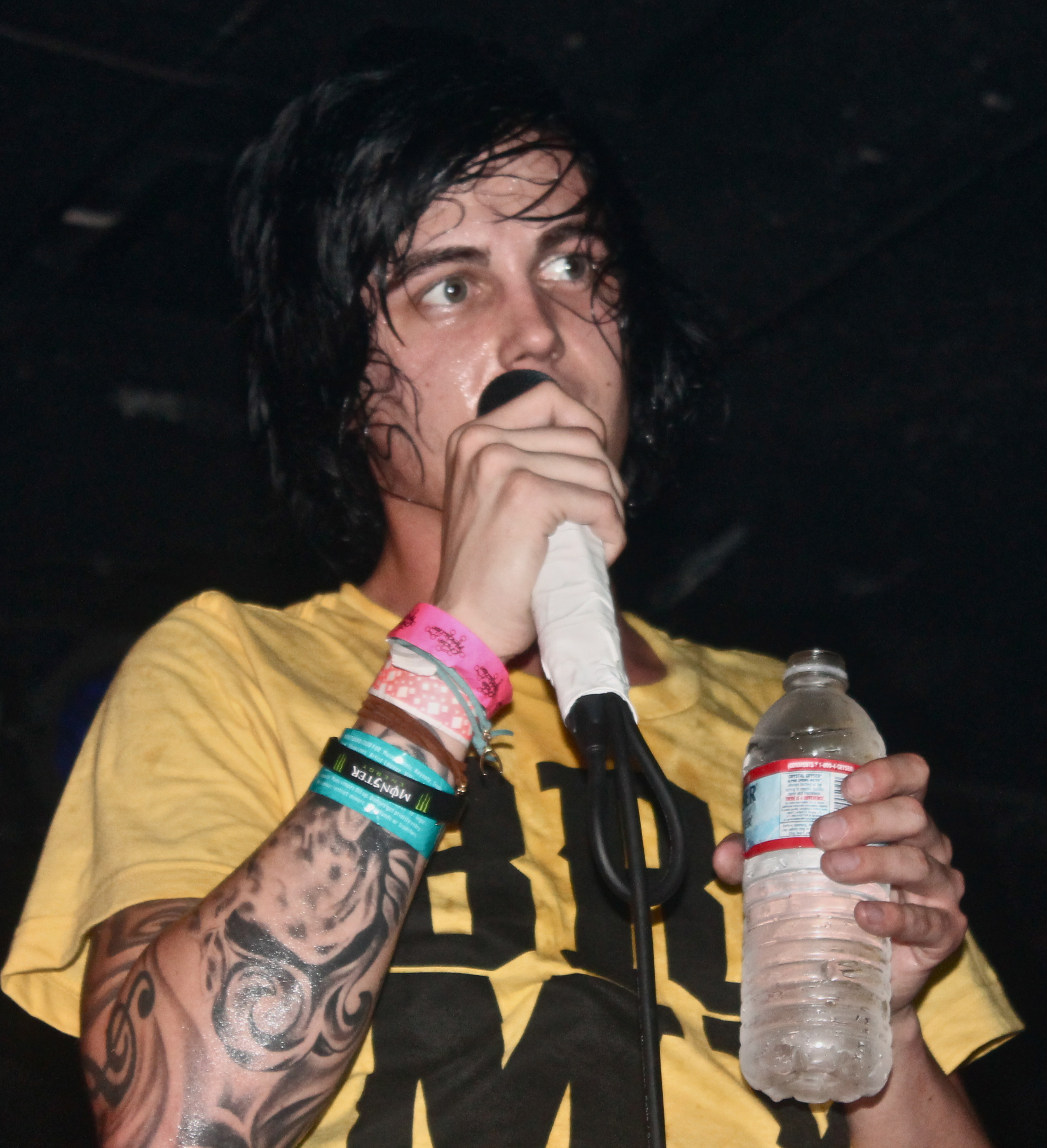
Kellin Quinn (2012)

Kellin Quinn Bostwick (* 24. April 1986 in Medford, Oregon) ist ein US-amerikanischer Rockmusiker. Er ist Sänger, Keyboarder und einer der Songwriter der Band Sleeping with Sirens aus Orlando, Florida.

## Privates
Quinn ist seit April 2013 verheiratet und hat eine Tochter mit dem Namen Copeland, die im Mai 2012 zur Welt kam.  Er ist mit Vic Fuentes aus Pierce the Veil befreundet. Am 28. November 2012 berichteten mehrere Zeitungen, dass Quinn bei einem Unfall ums Leben gekommen sei. Das erste Magazin berichtete, dass er bei einem Jetski-Unfall bei den Turks- und Caicosinseln tödlich verletzt worden sei. Ein zweites Magazin schrieb, Quinn sei bei einem Autounfall auf der Route 80 zwischen Morristown und Roswell ums Leben gekommen. Bei Twitter ließ er verlauten, dass er quicklebendig sei.

## Karriere

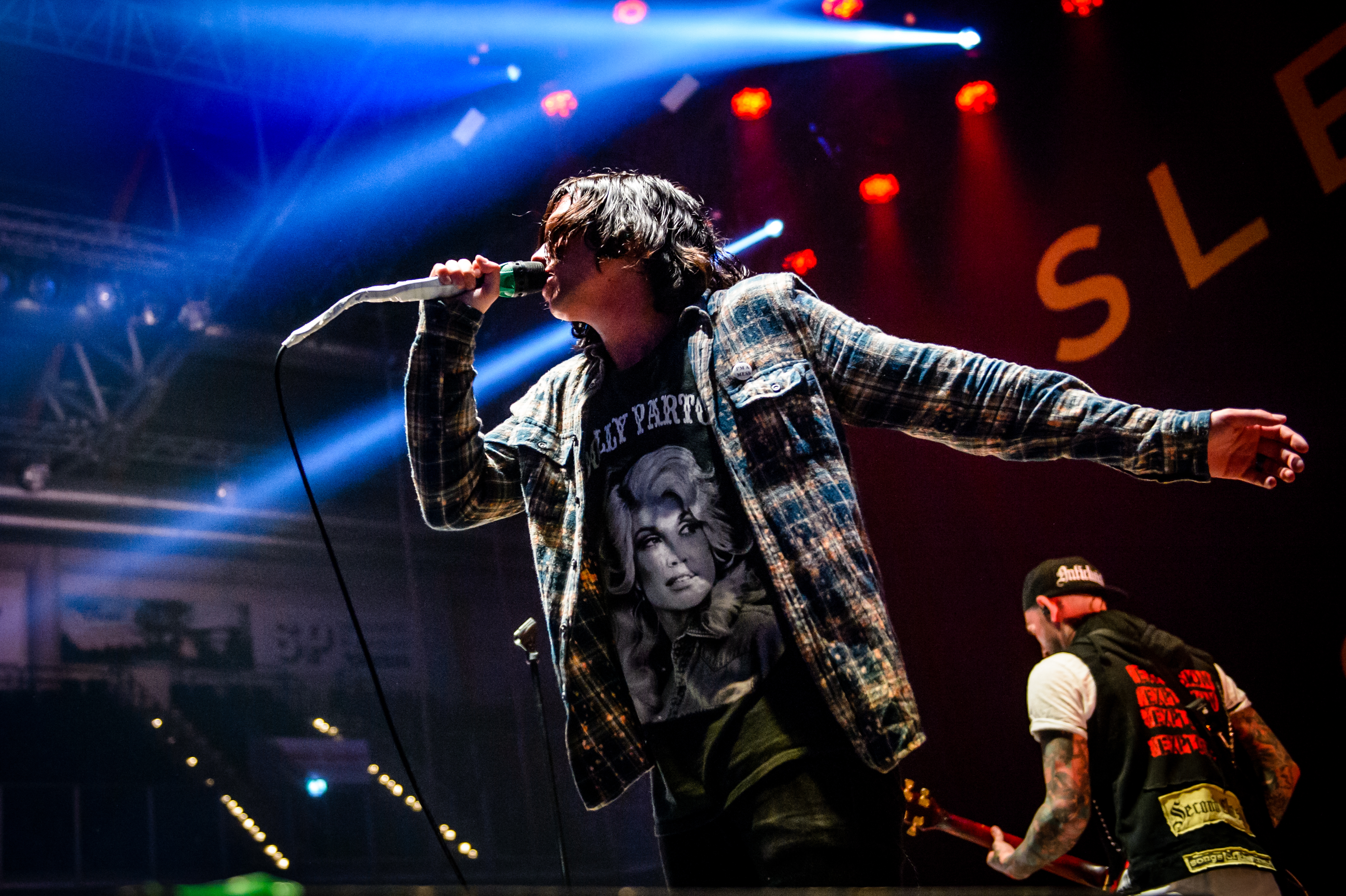
Kellin Quinn (2017)

Vor seinem Engagement bei Sleeping with Sirens war Kellin Quinn als Musiker bei For All We Know, Closer to Closure, Our Name in City Lights und bei Screenplay aktiv. Mit For All We Know nahm er 2007 die We're About to Change auf. Außerdem hat er seine eigene Kleidungslinie, die Anthem Made heißt. Er ist für seinen Gesang bekannt, der sehr an Anthony Green von Circa Survive erinnert.

### Sleeping with Sirens
Kellin Quinn stieß 2009 kurz nach der Gründung von Sleeping with Sirens zur Band. Der eigentliche Sänger, Brian Calzini, verließ diese jedoch noch im gleichen Jahr, wodurch Quinn den Posten des Frontsängers übernahm. Gemeinsam mit Sleeping with Sirens nahm er vier Alben, ein Live-Album und eine EP auf, die bis auf das 2015 veröffentlichte Madness und das ein Jahr später herausgebrachte Live-Album allesamt unter dem US-amerikanischen Label Rise Records erschienen.
Ferner tourte er mit seiner Band bereits mehrfach durch Nordamerika (insbesondere den USA), durch Europa (als Support von A Skylit Drive) und durch Südostasien. Im März 2013 tourte die Gruppe erstmals durch fünf große Städte Australiens. Diese Konzertreise fanden im Rahmen des Soundwave Festivals statt. Im Mai tourte die Band außerdem erstmals als Headliner durch das Vereinigte Königreich, Deutschland, Belgien und die Niederlande. Im September folgt eine ausgedehnte Europatour um für ihr drittes Studioalbum zu werben.
2012 wurde Quinn von Lesern des Alternative Press zum Sänger des Jahres gewählt. Mehrere Fans schlugen Kellin Quinn für einen Shorty Award vor. Er wurde in der Kategorie Hottest Male bei den Kerrang! Awards nominiert. Die Verleihung fand am 13. Juni 2013 statt. Der Award ging jedoch an Ben Bruce von Asking Alexandria.
Am Abend zum 5. August 2013 gab Quinn ein spezielles Vorverkaufspaket für die „The Feel This“-Tour bekannt, bei denen Fans die Möglichkeit geboten wurde, um unter anderem ein signiertes Foto sowie ein Kurzinterview mit ihm zu machen, ein doppelseitiges Poster der Band, sowie eine Signierstunde der Band zu besuchen. Allerdings betrug der Verkaufspreis 80 US-Dollar. Mehrere bekannte Musiker wie Oliver Sykes (Bring Me the Horizon), Brian Calzini (We Are Defiance), Beau Bokan und Elliot Gruenberg (beide Blessthefall) äußerten sich ironisch und herablassend über diese Aktion. Auf sozialen Netzwerken wie Tumblr und Facebook bekam Quinn zudem den Frust vieler Fans zu spüren. Lediglich Ronnie Radke (Falling in Reverse) sprach sich für Quinn aus. Von den Gesamteinnahmen spendete die Gruppe 10.000 US-Dollar, um die Arztrechnung eines 16-jährigen Krebspatienten bezahlen zu können.
Am 14. Februar 2025 veröffentlichte Quinn unter dem Namen Haunted Mouths sein Debütalbum als Solo-Musiker. Dieses trägt den Namen A Collection of Greetings und erschien bei Rise Records.

### Gastmusiker
Kellin Quinn war des Öfteren als Gastmusiker bei anderen Bands zu hören. So spielte er bereits Gastgesang-Parts in Miles Away von Memphis May Fire (für das Album Challenger) und in King for a Day von Pierce the Veil (für Collide with the Sky) ein. Quinn wurde von Breathe Carolina-Frontmann David Schmitt zu einer Zusammenarbeit angefragt, die Quinn zusagte.
- 2010: The Amazing Atom von At the Skylines
- 2010: There Is a Situation (gemeinsam mit Jesse Lawson) von Lakeland (Live im The Shore)
- 2011: Airplanes Part II von We Are Defiance und Tom Denney
- 2011: The Dying Hymn von The Color Morale (als Komponist)
- 2011: Bring On the Empty Horses von Call Us Forgotten
- 2011: Once Upon a Time in Mexico von Cascades (Demo)
- 2012: Miles Away von Memphis May Fire
- 2012: King for a Day von Pierce the Veil (UK: Silber)[18]
- 2012: Building Coral Castle von The Words We Use
- 2012: In the Face of Death von The Last Word
- 2013: Swing Life Away von Machine Gun Kelly
- 2015: Paper Planes von One Ok Rock
- 2016: Keep Swingin’ von Good Charlotte[19]
- 2016: Ma Chérie von Palaye Royale
- 2020: Upside Down von Hollywood Undead
- 2020: Drug von Lonely Spring
- 2021: Without U I Wanna Be Dead von brake
- 2021: Love Race von Machine Gun Kelly (#12 der deutschen Single-Trend-Charts am 7. Mai 2021[20])
- 2021: The Only Ones von Crashing Atlas
- 2021: Love Me von Magnolia Park
- 2021: Never Ending Nightmare von Citizen Soldier
- 2021: 1 Thing von Sophie Powers[21]
- 2021: Someone Else von Loveless, ebenfalls bei Someone Else – Reimagined (2021)
- 2021: Messy von Conquer Devide
- 2021: Love You Like I Used To von 7evin7ins
- 2021: Overdramatic von Exit
- 2021: Seasons von Rise Up Lights
- 2022: Suburban Dysfunction von Kellen Joseph
- 2022: Gorgeous Disaster von TITUS
- 2022: Mess von GARZI
- 2022: Song of Saya von Original God
- 2022: Mark Hoppus (gemeinsam mit Magnolia Park und Joshua Roberts) von 408
- 2022: Set This Place on Fire von 3ree
- 2022: Make This Better von Phangs
- 2022: How Could You Do This to Me? von Maggie Lindemann
- 2022: Sorry 4 Myself von KD Badlung
- 2022: Blossom (gemeinsam mit Monty Xon) von Pretty Killer
- 2022: Six Feet Under von Ty Arena$
- 2022: Atom Bomb von pretty havoc.
- 2022: Love Needs an Encore von Incase We Crash
- 2022: Catacombs von Brodi Banks
- 2022: Bad Thoughts von Bemo Rogue
- 2022: Should Have Been von ChuggaBoom
- 2022: Goner von Kulick

## Auszeichnungen
- Alternative Press Leservoting
  - 2012: Sänger des Jahres (gewonnen)
- Kerrang! Awards
  - 2013: Hottest Male (nominiert)
- Alternative Press Music Awards
  - 2014: Bester Sänger (nominiert)
  - 2016: Bester Sänger (nominiert)